# Peter Dinklage
Peter Hayden Dinklage (Morristown, 11 giugno 1969) è un attore statunitense.
Ha raggiunto la fama mondiale interpretando il personaggio di Tyrion Lannister nella serie televisiva Il Trono di Spade, ruolo che gli è valso la vittoria di un Golden Globe, uno Screen Actors Guild Award e quattro Emmy Awards.

## Biografia
Affetto da nanismo, frequenta l'università di Bennington laureandosi nel 1991 in arte drammatica, ma per circa sei anni lavora in una società informatica di elaborazione dati. Nel 1995 esordisce sul grande schermo nel ruolo di Tito in Si gira a Manhattan. Nel 2005 interpreta il ruolo di Arthur Ramsey nella serie televisiva Threshold mentre nel 2006 ottiene un ruolo ricorrente nella serie Nip/Tuck. Nel 2008 interpreta Trumpkin nel film Le cronache di Narnia - Il principe Caspian.
Nel 2009 ottiene la parte che lo porterà al successo mondiale, quella di Tyrion Lannister nella serie televisiva Il Trono di Spade, grazie alla cui interpretazione vincerà quattro Premi Emmy (nel 2011, nel 2015, nel 2018 e nel 2019), uno Scream Award nel 2011 e nel 2012 il Golden Globe come miglior attore non protagonista in una serie tv drammatica. Nel 2014 viene scelto per il ruolo del villain Bolivar Trask nel film X-Men - Giorni di un futuro passato e nello stesso anno presta la propria voce ad uno dei personaggi del videogioco Destiny. 
Nel gennaio 2017 entra nel Marvel Cinematic Universe prendendo parte al film campione d'incassi Avengers: Infinity War nel ruolo di Eitri il Nano. Nel 2021 è protagonista del film musicale Cyrano, diretto da Joe Wright.

## Controversie
A seguito delle critiche di Dinklage mosse nel gennaio 2022 sulla "rappresentazione stereotipata dei Nani", la Disney ha annunciato che il film adattamento live-action del Classico Disney Biancaneve e i sette nani avrebbe sostituito i personaggi titolari con delle "creature magiche" e che il cast di attori nani sarebbe stato scartato in favore di un cast vocale per i suddetti personaggi. Apparentemente, secondo la seguente reazione negativa generale, Dinklage non avrebbe compreso la differenza tra gli umani della vita reale che soffrono di nanismo e i Nani come creature mitiche e fantastiche del fantasy, del folklore e della mitologia europei.
Dinklage è andato persino oltre affermando che i Nani di Biancaneve vivono in una "caverna" invece che in un cottage nella foresta. Questa mossa è stata fortemente criticata da persone e fan che hanno accusato Dinklage (e successivamente la Disney) di ipocrisia e "woke" virtue signalling (o farisaismo) e di ignorare il materiale originale, e criticando le sue parole e la conseguente risposta istantanea della Disney per essere fortemente dannose per la "comunità delle persone piccole", compresi i potenziali attori per i ruoli dei Nani che lo hanno biasimato e denunciato di avergli fatto perdere prospettive di lavoro.

### Vita privata
Nel 2005 sposa Erica Schmidt, una regista teatrale. La coppia ha due figli e vive a New York. È vegano dal 2014 e ha girato un video per la PETA in cui spiega di esserlo perché ama «tutti gli animali». Dinklage sostiene anche Farm Sanctuary ed è stato portavoce per la Walk for Farm Animals 2012.

## Filmografia

### Attore

#### Cinema
- Si gira a Manhattan (Living in Oblivion), regia di Tom DiCillo (1995)
- Bullet, regia di Julien Temple (1996) - non accreditato
- Safe Men, regia di John Hamburg (1998)
- Pigeonholed, regia di Michael Swanhaus (1999)
- Never Again, regia di Eric Schaeffer (2001)
- Human Nature, regia di Michel Gondry (2001)
- 13 Moons, regia di Alexandre Rockwell (2002)
- Just a Kiss, regia di Fisher Stevens (2002)
- Station Agent (The Station Agent), regia di Thomas McCarthy (2003)
- Tiptoes, regia di Matthew Bright (2003)
- Elf - Un elfo di nome Buddy (Elf), regia di Jon Favreau (2003)
- 89 Seconds at Alcázar, regia di Eve Sussman - cortometraggio (2004)
- Jail Bait, regia di Ben Sainsbury - cortometraggio (2004)
- Surviving Eden, regia di Greg Pritikin (2004)
- The Baxter, regia di Michael Showalter (2005)
- Escape Artists, regia di Michael Laurence (2005)
- Lassie, regia di Charles Sturridge (2005)
- Fortunes, regia di Parker Cross (2005)
- The Limbo Room, regia di Debra Eisenstadt (2006)
- Prova a incastrarmi - Find Me Guilty (Find Me Guilty), regia di Sidney Lumet (2006)
- Little Fugitive, regia di Joanna Lipper (2006)
- Penelope, regia di Mark Palansky (2006)
- Funeral Party (Death at a Funeral), regia di Frank Oz (2007)
- Ascension Day, regia di Akosua Busia (2007)
- Underdog - Storia di un vero supereroe (Underdog), regia di Frederik Du Chau (2007)
- Le cronache di Narnia - Il principe Caspian (The Chronicles of Narnia: Prince Caspian), regia di Andrew Adamson (2008)
- Saint John of Las Vegas, regia di Hue Rhodes (2009)
- Il funerale è servito (Death at a Funeral), regia di Neil LaBute (2010)
- I Love You Too, regia di Daina Reid (2010)
- The Last Rites of Ransom Pride, regia di Tiller Russell (2010)
- Che fine ha fatto Pete Smalls? (Pete Smalls Is Dead), regia di Alexandre Rockwell (2010)
- Il mio angolo di paradiso (A Little Bit of Heaven), regia di Nicole Kassell (2011)
- Una rete di bugie (A Case of You), regia di Kat Coiro (2013)
- Knights of Badassdom, regia di Joe Lynch (2013)
- X-Men - Giorni di un futuro passato (X-Men: Days of Future Past), regia di Bryan Singer (2014)
- 90 minuti a New York (The Angriest Man in Brooklyn), regia di Phil Alden Robinson (2014)
- Low Down, regia di Jeff Preiss (2014)
- Pixels, regia di Chris Columbus (2015)
- The Boss, regia di Ben Falcone (2016)
- Tre manifesti a Ebbing, Missouri (Three Billboards Outside Ebbing, Missouri), regia di Martin McDonagh (2017)
- Rememory, regia di Mark Palansky (2017)
- Lo stato della mente (Three Christs), regia di Jon Avnet (2017)
- Avengers: Infinity War, regia di Anthony e Joe Russo (2018)
- I Think We're Alone Now, regia di Reed Morano (2018)
- Between Two Ferns - Il film (Between Two Ferns - The Movie), regia di Scott Aukerman (2019)
- I Care a Lot, regia di J Blakeson (2020)
- Cyrano, regia di Joe Wright (2021)
- Hunger Games - La ballata dell'usignolo e del serpente (The Hunger Games: The Ballad of Songbirds and Snakes), regia di Francis Lawrence (2023)
- E all'improvviso arriva l'amore (She Came to Me), regia di Rebecca Miller (2023)
- Unfrosted - Storia di uno snack americano (Unfrosted), regia di Jerry Seinfeld (2024)
- The Thicket, regia di Elliott Lester (2024)
- Brothers, regia di Max Barbakow (2024)

#### Televisione
- The $treet – serie TV, episodio 1x10 (2001)
- Oz - serie TV, episodio 4x15 (2001) - non accreditato
- Squadra emergenza (Third Watch) – serie TV, episodio 3x12 (2002)
- I'm with Her – serie TV, episodi 1x15-1x16-1x21 (2004)
- Life as We Know It – serie TV, episodi 1x09-1x10 (2005)
- Testing Bob, regia di Rodman Flender - film TV (2005)
- Threshold – serie TV, 13 episodi (2005-2006)
- Ultra, regia di Helen Shaver - film TV (2006)
- Nip/Tuck – serie TV, 7 episodi (2006)
- 30 Rock – serie TV, episodio 3x07 (2009)
- Il Trono di Spade (Game of Thrones) – serie TV, 67 episodi (2011-2019)
- My Dinner with Hervé – film TV, regia di Sacha Gervasi (2018)
- Dexter: Resurrection – serie TV (2025)

### Doppiatore

#### Cinema
- L'era glaciale 4 - Continenti alla deriva (Ice Age: Continental Drift), regia di Steve Martino e Mike Thurmeier (2012)
- Angry Birds - Il film, regia di Clay Kaytis e Fergal Reilly (2016)
- Angry Birds 2 - Nemici amici per sempre (The Angry Birds Movie 2), regia di Thurop Van Orman e John Rice (2019)
- I Croods 2 - Una nuova era (The Croods: A New Age), regia di Joel Crawford (2020)
- Transformers - Il risveglio (Transformers: Rise of the Beasts), regia di Steven Caple Jr. (2023)
- Wicked, regia di Jon M. Chu (2024)

#### Televisione
- Seinfeld – serie TV, episodio 7x04 (1995)
- Come diventare tiranni (How to Become a Tyrant), registi vari (2021)

#### Videogiochi
- Destiny (2014)

### Produttore

#### Televisione
- My Dinner with Hervé – film TV, regia di Sacha Gervasi (2018)

## Riconoscimenti
- Emmy Award
  - 2011 – Miglior attore non protagonista in una serie drammatica per Il Trono di Spade[2]
  - 2012 – Candidatura come miglior attore non protagonista in una serie drammatica con Il Trono di Spade
  - 2013 – Candidatura come miglior attore non protagonista in una serie drammatica con Il Trono di Spade
  - 2014 – Candidatura come miglior attore non protagonista in una serie drammatica con Il Trono di Spade
  - 2015 – Miglior attore non protagonista in una serie drammatica per Il Trono di Spade[3]
  - 2016 – Candidatura come miglior attore non protagonista in una serie drammatica con Il Trono di Spade
  - 2018 – Migliore attore non protagonista in una serie drammatica per Il Trono di Spade
  - 2019 – Migliore attore non protagonista in una serie drammatica per Il Trono di Spade
- Golden Globe
  - 2012 – Miglior attore non protagonista in una serie per Il Trono di Spade[7]
  - 2022 – Candidatura per il miglior attore in un film commedia o musicale per Cyrano
- Satellite Award
  - 2011 – Miglior attore non protagonista in una serie, miniserie o film per la televisione per Il Trono di Spade
  - 2012 – Candidatura per il miglior attore non protagonista in una serie, miniserie o film per la televisione per Il Trono di Spade
  - 2022 – Candidatura per il miglior attore per Cyrano
- Critic's Choice Television Award
  - 2012 – Candidatura per il miglior attore non protagonista in una serie drammatica per Il Trono di Spade
- Television Critics Association Award
  - 2011 – Candidatura per il migliore contributo individuale in una serie drammatica per Il Trono di Spade
  - 2012 – Candidatura per il migliore contributo individuale in una serie drammatica per Il Trono di Spade
- MTV Movie Awards
  - 2015 – Candidatura per il miglior cattivo per X-Men - Giorni di un futuro passato[28]

## Doppiatori italiani
Nelle versioni in italiano delle opere in cui ha recitato, Peter Dinklage è stato doppiato da:
- Mauro Gravina in 13 Moons, Il funerale è servito, Che fine ha fatto Pete Smalls?, Il Trono di Spade (st. 5-8), Knights of Badassdom, Low Down, The Boss, Lo stato della mente, Between Two Ferns - Il film, Cyrano, Hunger Games - La ballata dell'usignolo e del serpente, E all'improvviso arriva l'amore, Unfrosted - Storia di uno snack americano, Dexter: Resurrection
- Antonio Sanna in Prova a incastrarmi - Find Me Guilty, Tre manifesti a Ebbing, Missouri, Fortunes, Ascension Day
- Gaetano Varcasia in Funeral Party, Il Trono di Spade (st. 1-4), Una rete di bugie
- Oreste Baldini in Human Nature, 90 minuti a New York, Brothers
- Roberto Draghetti in Penelope, 30 Rock, Le cronache di Narnia - Il principe Caspian
- Alberto Angrisano in Saint John of Las Vegas, I Love You Too, Il mio angolo di paradiso
- Riccardo Scarafoni in X-Men - Giorni di un futuro passato, I Care a Lot
- Pino Insegno in Pixels, Avengers: Infinity War
- Massimo De Ambrosis in Station Agent, Life as We Know It
- Tonino Accolla in Si gira a Manhattan
- Loris Loddi in Tiptoes
- Nino Prester in Elf - Un elfo di nome Buddy
- Massimiliano Lotti in Nip/Tuck
- Saverio Indrio in Lassie
- Valerio Sacco in Threshold
- Massimo Lodolo in Underdog - Storia di un vero supereroe
- Stefano Brusa in My Dinner with Hervé

Da doppiatore è sostituito da:
- Alessandro Rossi in Angry Birds - Il film, Angry Birds 2 - Nemici amici per sempre
- Francesco Pannofino in L'era glaciale 4 - Continenti alla deriva
- Francesco De Francesco in Destiny
- Alessandro Gassmann ne I Croods 2 - Una nuova era
- Gianluca Iacono in Transformers - Il risveglio
- Mauro Gravina in Wicked